# Bucine
Bucine är en ort och kommun i provinsen Arezzo i regionen Toscana i Italien. Kommunen hade 10 091 invånare (2018).